# 64291 Anglee
64291 Anglee este un asteroid din centura principală de asteroizi.

## Descriere
64291 Anglee este un asteroid din centura principală de asteroizi. A fost descoperit pe 23 octombrie 2001 la Observatorul Desert Eagle de William Kwong Yu Yeung. Asteroidul prezintă o orbită caracterizată de o semiaxă mare de 2,70 ua, o excentricitate de 0,05 și o înclinație de 4,7° în raport cu ecliptica.